# Dixie (Oregon, Grant megye)
Dixie az Amerikai Egyesült Államok északnyugati részén, Oregon állam Grant megyéjében elhelyezkedő kísértetváros.
A Sumpter Valley Railway megállója a Dixie-csúcs közelében feküdt, amely nevét a déli államokból (becenevükön Dixie) érkező bányászokról elnevezett Dixie-patakról kapta.

## Fordítás
- Ez a szócikk részben vagy egészben  a   Dixie, Grant County, Oregon című angol Wikipédia-szócikk ezen változatának fordításán alapul.  Az eredeti cikk szerkesztőit annak laptörténete sorolja fel. Ez a jelzés csupán a megfogalmazás eredetét és a szerzői jogokat jelzi, nem szolgál a cikkben szereplő információk forrásmegjelöléseként.